# Röderland
Röderland – gmina w Niemczech w kraju związkowym Brandenburgia, w powiecie Elbe-Elster.